# Sumar (coalición)
Sumar es una coalición electoral española de izquierdas formada para presentarse a las elecciones generales de julio de 2023. Agrupó a 20 partidos políticos de ámbito estatal y autonómico.
Fue impulsada por Yolanda Díaz, fundadora y militante del partido político Movimiento Sumar y afiliada al Partido Comunista de España, que es en la actualidad vicepresidenta segunda y ministra de Trabajo y Economía Social del Gobierno de España.
Surgida como continuación política de Unidas Podemos y otras formaciones políticas autonómicas, en las elecciones generales del 23 de julio de 2023 Sumar consiguió 31 diputados en el Congreso de los Diputados, los cuales se integraron en el Grupo Parlamentario Plurinacional Sumar en la XV legislatura. El 5 de diciembre de 2023, los cinco diputados de Podemos abandonaron el grupo y se incorporaron al Grupo Mixto,  y el 23 de junio de 2025 Més-Compromís decide hacer lo mismo con su diputada  Àgueda Micó.
Desde noviembre de 2023 Sumar forma parte del Gobierno de España en el Tercer Gobierno Sánchez junto al socio mayoritario PSOE. Cuenta con cinco ministerios de los veintidós que constituyen el ejecutivo presidido por Pedro Sánchez.

## Historia
Yolanda Díaz, tras el abandono en 2021 de Pablo Iglesias a la política activa, pasó a ser la líder de la coalición Unidas Podemos. Díaz se propone entonces crear una plataforma que se desvincule de la imagen negativa mediática de Podemos, así como aprovechar su valoración positiva según el CIS. También pretendían conseguir el apoyo de fuerzas ideológicamente cercanas como Izquierda Unida, En Comú Podem, Compromís y Más Madrid/Más País y dar un papel preponderante a la sociedad civil.
El 18 de mayo de 2022 se anunció que la plataforma se denominaría «Sumar».
El 8 de julio de 2022 en el espacio Matadero Madrid se efectuó el primer acto de Sumar. Dichos actos, calificados como «de escucha», se prolongaron en toda España en los meses posteriores. Finalmente el 2 de abril de 2023 en un acto celebrado en el polideportivo Antonio Magariños (Madrid) Yolanda Díaz presentó su candidatura a las elecciones generales previstas para diciembre de 2023. Sumar en ese momento tenía el apoyo explícito de la mayoría de fuerzas de izquierdas (Izquierda Unida, Verdes Equo, Compromís, Más Madrid...) además de exmiembros de Podemos, partido el cual constituía la principal fuerza a la izquierda del PSOE. Sin embargo, Podemos siguió sin dar un apoyo explícito.

### Convocatoria anticipada de elecciones y formación

Resultados de Sumar por comunidades autónomas en las elecciones generales de 2023.

Al día siguiente de las elecciones municipales y autonómicas del 28 de mayo de 2023, en las que Sumar no presentó candidaturas, Pedro Sánchez, presidente del Gobierno, convocó elecciones generales anticipadas para el 23 de julio de 2023. Esto dejó un plazo de 12 días (hasta el 9 de junio) para negociar una coalición electoral entre las fuerzas progresistas españolas, según lo establecido por la LOREG.
El 31 de mayo de 2023 se crea un partido político con el nombre de Movimiento Sumar y la sigla «SMR». La intención tras ese último movimiento es la de constituir un partido que permita incorporar candidatos independientes y personas de la sociedad civil en una coalición o «frente amplio» que aglutine a todos los partidos a la izquierda del PSOE (excepto los independentistas) en un espacio y candidatura común ante las elecciones generales del 23 de julio de 2023.
El 9 de junio se registró la coalición electoral con el nombre corto «Sumar» y un logotipo de papeleta que tan solo contenía el nombre de la coalición junto a la cara de Yolanda Díaz, agrupando a un amplio abanico de partidos e incluyendo a candidatos independientes y de la sociedad civil.
Por otro lado, también otra serie de partidos, si bien no participan formalmente en el acuerdo de coalición, han manifestado algún tipo de apoyo o simpatía pública hacia el proyecto de Sumar:
- Movimiento por la Dignidad y la Ciudadanía, que forma parte del acuerdo del Turia y formó parte en la presentación de Sumar en el Polideportivo Magariños, acordó su no participación en las elecciones generales para que el voto del espacio político se concentre en Sumar.[52] En situación similar se encuentra, Coalición por Melilla, que forma parte del pacto de Turia de Más País; no obstante, su integración en Sumar quedó relegada debido a las últimas resoluciones de la Junta Electoral.[53]

- Anova, la formación gallega que concurre asiduamente a las convocatorias junto a Podemos y Esquerda Unida, rechazó también presentarse a las elecciones generales con igual finalidad, que el voto progresista se concentre en el proyecto.[54]
- Adelante Andalucía confirmó que se presentaría en solitario únicamente en la circunscripción de Cádiz de tal forma que el voto progresista en Andalucía pueda concentrarse en Sumar.[55]
- Otros partidos como Andalucía Por Sí o el PRC igualmente han acordado no concurrir a las elecciones generales con candidatura propia, lo que colaborará en la no dispersión del voto.[56][57]
- Así mismo, partidos como Por Un Mundo Más Justo, que participaron originariamente en candidaturas de unidad popular como Ahora Madrid o Unidos Podemos, no se han manifestado, sin embargo, exdigirentes del partido, como Miguel Ángel Vázquez han mostrado su apoyo explícito al proyecto.[58]
- Finalmente, partidos como PACMA no habrían participado en el proyecto, su excandidata, Aída Gascón, ha formado parte como responsable del grupo de trabajo programático de protección de los animales.[59][60]

### Sumar tras el 23-J

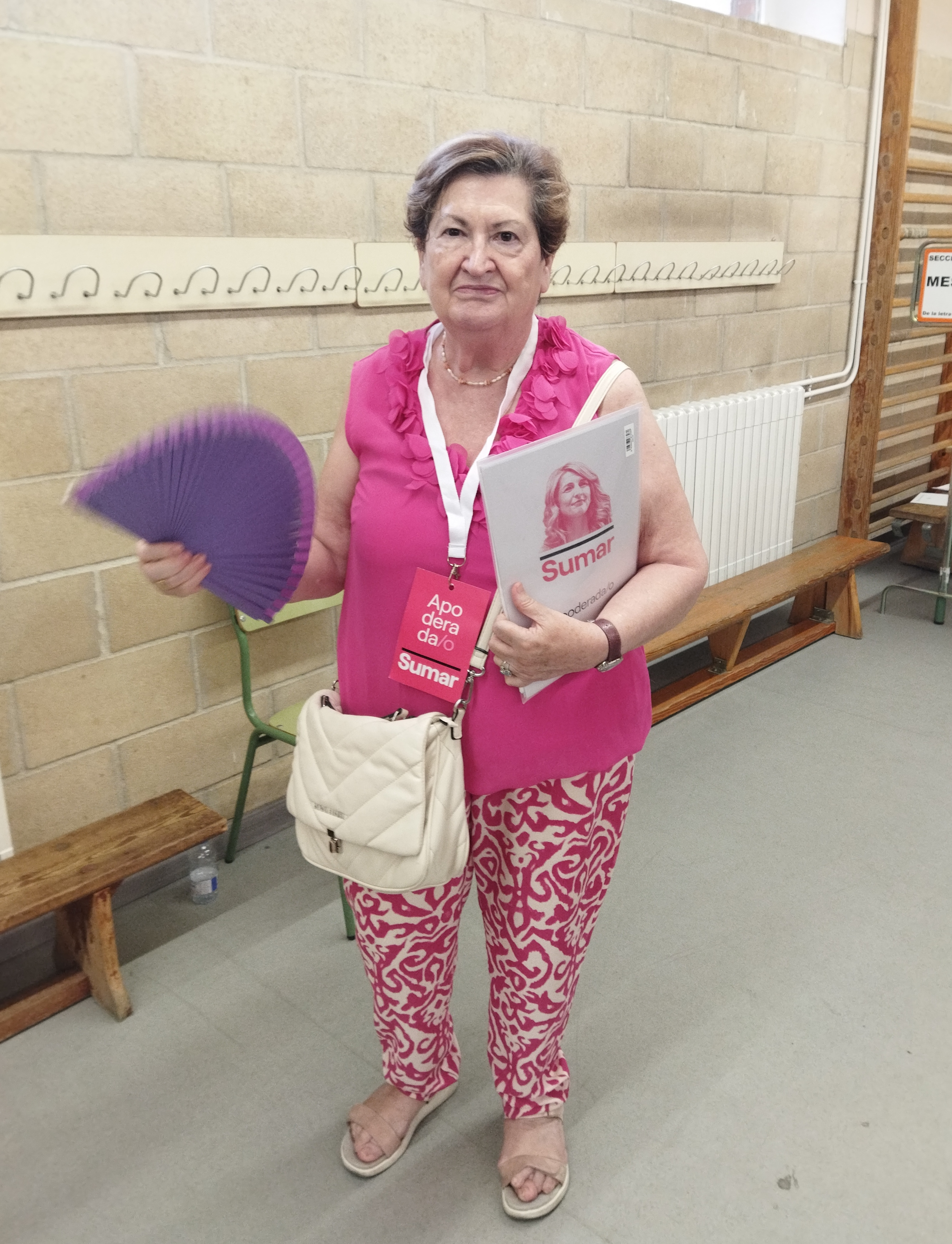
Apoderada de Sumar en Valladolid durante las elecciones generales de 2023

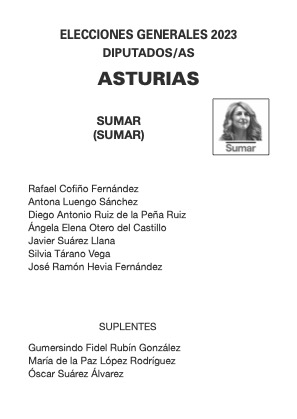
Papeleta electoral de Sumar en Asturias durante las elecciones generales de 2023

En las elecciones generales del 23 de julio de 2023 la candidatura de Sumar obtuvo el 12,3 % de los votos y 31 escaños, el 8,9 %.  Sumar se convierte en la cuarta fuerza más votada a nivel nacional. No obstante Sumar pierde 7 diputados respecto a los que consiguieron Unidas Podemos, Compromís y Más País en las elecciones generales de noviembre de 2019. Ione Belarra, líder de Podemos, criticó la pérdida de representación de la «izquierda a la izquierda del PSOE» y argumentó que se debía a la invisibilización de Podemos. Sin embargo, los resultados son reseñables considerando el notable descenso de apoyo electoral que consiguieron los partidos de la coalición en las elecciones municipales y autonómicas del 28 de mayo de 2023.
El 24 de octubre de 2023 Sumar anunció la presentación de un pacto de investidura para permitir la formación de un gobierno de coalición presidido por Pedro Sánchez.El 16 de noviembre Pedro Sánchez fue elegido presidente del Gobierno por mayoría absoluta gracias al apoyo principalmente de Sumar y de otras formaciones de ámbito regional.
El 10 de junio de 2024, y tras el mal resultado obtenido en las elecciones europeas, Yolanda Díaz anunció su dimisión como coordinadora de la coalición y quedó vacante el cargo.

## Partidos que integraron la coalición
De acuerdo a la documentación presentada y registrada ante la Junta Electoral Central, los partidos políticos que constituyeron la coalición fueron los siguientes:
| Partido                                 | Partido                       |
| Partidos de ámbito nacional             | Partidos de ámbito nacional   |
| --------------------------------------- | ----------------------------- |
|                                         | Movimiento Sumar              |
|                                         | Podemos                       |
|                                         | Izquierda Unida               |
|                                         | Más País                      |
|                                         | Verdes Equo                   |
|                                         | Alianza Verde                 |
| Partidos de ámbito autonómico o insular |                               |
|                                         | Más Madrid                    |
|                                         | Batzarre                      |
|                                         | Chunta Aragonesista           |
|                                         | Coalició Compromís            |
|                                         | Més-Compromís                 |
|                                         | Iniciativa del Poble Valencià |
|                                         | Verds Equo del País Valencià  |
|                                         | En Comú Podem                 |
|                                         | Catalunya en Comú             |
|                                         | Iniciativa del Pueblo Andaluz |
|                                         | Izquierda Asturiana           |
|                                         | Més per Mallorca              |
|                                         | Més per Menorca               |
|                                         | Drago Canarias                |

### Apoyo externo
Además de los partidos que oficialmente constituyeron esta coalición, diversas fuerzas políticas manifestaron su apoyo externo a Sumar, como por ejemplo Barcelona en Comú, Zaragoza en Común, Ganemos Jerez, Ahora Ibiza, Compostela Aberta, Marea Atlántica, Valladolid Toma la Palabra, Leganemos o Sí Se Puede (Canarias).

## Listas electorales

### Denominación de la coalición
De cara a las elecciones generales de 2023 la coalición electoral adoptó distintas denominaciones según la circunscripción en la que se presentaba y los partidos políticos o coaliciones que la integraban. Además, el símbolo de la coalición electoral también variaba ligeramente.
| Denominación                         | Siglas          | Territorios |
| ------------------------------------ | --------------- | --- |
| SUMAR                                | SUMAR           | Ver listaAsturias Castilla-La Mancha Castilla y León Comunidad de Madrid La Rioja País Vasco Extremadura Cantabria Murcia Navarra Ceuta Melilla |
| SUMAR - EN COMÚ PODEM                | SUMAR-ECP       | Ver listaCataluña |
| COMPROMÍS - SUMAR: SUMEM PER GUANYAR | SUMAR-COMPROMÍS | Ver listaComunidad Valenciana |
| SUMAR GALICIA                        | SUMAR           | Ver listaGalicia |
| SUMAR ARAGÓN                         | SUMAR ARAGÓN    | Ver listaAragón |
| SUMAR ANDALUCÍA                      | SUMAR           | Ver listaAndalucía |
| SUMAR CANARIAS                       | SUMAR           | Ver listaCanarias |
| SUMAR MÉS                            | ARA MÉS-SUMAR   | Ver listaIslas Baleares Mallorca (Senado) Menorca (Senado)                                                                                      |

### Congreso de los Diputados
| \| - Movimiento Sumar - Podemos - Izquierda Unida - Más País / Más Madrid - Verdes Equo - Catalunya en Comú \| - Més-Compromís / Iniciativa del Poble Valencià - Chunta Aragonesista - Més per Mallorca / Més per Menorca - Drago Canarias - Independiente \| | \| - Movimiento Sumar - Podemos - Izquierda Unida - Más País / Más Madrid - Verdes Equo - Catalunya en Comú \| - Més-Compromís / Iniciativa del Poble Valencià - Chunta Aragonesista - Més per Mallorca / Més per Menorca - Drago Canarias - Independiente \| | \| - Movimiento Sumar - Podemos - Izquierda Unida - Más País / Más Madrid - Verdes Equo - Catalunya en Comú \| - Més-Compromís / Iniciativa del Poble Valencià - Chunta Aragonesista - Més per Mallorca / Més per Menorca - Drago Canarias - Independiente \| | \| - Movimiento Sumar - Podemos - Izquierda Unida - Más País / Más Madrid - Verdes Equo - Catalunya en Comú \| - Més-Compromís / Iniciativa del Poble Valencià - Chunta Aragonesista - Més per Mallorca / Més per Menorca - Drago Canarias - Independiente \| | \| - Movimiento Sumar - Podemos - Izquierda Unida - Más País / Más Madrid - Verdes Equo - Catalunya en Comú \| - Més-Compromís / Iniciativa del Poble Valencià - Chunta Aragonesista - Més per Mallorca / Més per Menorca - Drago Canarias - Independiente \| | \| - Movimiento Sumar - Podemos - Izquierda Unida - Más País / Más Madrid - Verdes Equo - Catalunya en Comú \| - Més-Compromís / Iniciativa del Poble Valencià - Chunta Aragonesista - Més per Mallorca / Més per Menorca - Drago Canarias - Independiente \| | \| - Movimiento Sumar - Podemos - Izquierda Unida - Más País / Más Madrid - Verdes Equo - Catalunya en Comú \| - Més-Compromís / Iniciativa del Poble Valencià - Chunta Aragonesista - Més per Mallorca / Més per Menorca - Drago Canarias - Independiente \| | \| - Movimiento Sumar - Podemos - Izquierda Unida - Más País / Más Madrid - Verdes Equo - Catalunya en Comú \| - Més-Compromís / Iniciativa del Poble Valencià - Chunta Aragonesista - Més per Mallorca / Més per Menorca - Drago Canarias - Independiente \| | \| - Movimiento Sumar - Podemos - Izquierda Unida - Más País / Más Madrid - Verdes Equo - Catalunya en Comú \| - Més-Compromís / Iniciativa del Poble Valencià - Chunta Aragonesista - Més per Mallorca / Més per Menorca - Drago Canarias - Independiente \| | \| - Movimiento Sumar - Podemos - Izquierda Unida - Más País / Más Madrid - Verdes Equo - Catalunya en Comú \| - Més-Compromís / Iniciativa del Poble Valencià - Chunta Aragonesista - Més per Mallorca / Més per Menorca - Drago Canarias - Independiente \| | \| - Movimiento Sumar - Podemos - Izquierda Unida - Más País / Más Madrid - Verdes Equo - Catalunya en Comú \| - Més-Compromís / Iniciativa del Poble Valencià - Chunta Aragonesista - Més per Mallorca / Més per Menorca - Drago Canarias - Independiente \| |
| Circunscripción | Puesto en lista | Puesto en lista | Puesto en lista | Puesto en lista | Puesto en lista | Puesto en lista | Puesto en lista | Puesto en lista | Puesto en lista | Puesto en lista |
| Circunscripción | 1º | 2º | 3º | 4º | 5º | 6º | 7º | 8º | 9º | 10º |
| --- | --- | --- | --- | --- | --- | --- | --- | --- | --- | --- |
| Madrid | X | X | X | | X | X | X | | | |
| Barcelona | X | X | | | X | X | X | | | |
| Valencia | X | X | X | | | | | | | |
| Islas Baleares | X | | | | | | | | | |
| Sevilla | X | X | | | | | | | | |
| Alicante | X | | | | | | | | | |
| Cádiz | X | | | | | | | | | |
| Córdoba | X | | | | | | | | | |
| La Coruña | | X | | | | | | | | |
| Gerona | X | | | | | | | | | |
| Granada | X | | | | | | | | | |
| Málaga | X | | | | | | | | | |
| Murcia | X | | | | | | | | | |
| Asturias | X | | | | | | | | | |
| Las Palmas | X | | | | | | | | | |
| Pontevedra | X | | | | | | | | | |
| Tarragona | X | | | | | | | | | |
| Vizcaya | X | | | | | | | | | |
| Zaragoza | X | | | | | | | | | |
| Álava | | | | | | | | | | |
| Castellón | | | | | | | | | | |
| Guipúzcoa | | | | | | | | | | |
| S.C. de Tenerife | | | | | | | | | | |
| Navarra | | | | | | | | | | |
| Albacete | | | | | | | | | | |
| Almería | | | | | | | | | | |
| Ávila | | | | | | | | | | |
| Badajoz | | | | | | | | | | |
| Burgos | | | | | | | | | | |
| Cantabria | | | | | | | | | | |
| Cáceres | | | | | | | | | | |
| Ciudad Real | | | | | | | | | | |
| Cuenca | | | | | | | | | | |
| Guadalajara | | | | | | | | | | |
| Huelva | | | | | | | | | | |
| Huesca | | | | | | | | | | |
| Jaén | | | | | | | | | | |
| León | | | | | | | | | | |
| Lérida | | | | | | | | | | |
| La Rioja | | | | | | | | | | |
| Lugo | | | | | | | | | | |
| Orense | | | | | | | | | | |
| Palencia | | | | | | | | | | |
| Salamanca | | | | | | | | | | |
| Segovia | | | | | | | | | | |
| Soria | | | | | | | | | | |
| Teruel | | | | | | | | | | |
| Toledo | | | | | | | | | | |
| Valladolid | | | | | | | | | | |
| Zamora | | | | | | | | | | |
| Ceuta | | | | | | | | | | |
| Melilla | | | | | | | | | | |
| - Movimiento Sumar - Podemos - Izquierda Unida - Más País / Más Madrid - Verdes Equo - Catalunya en Comú | - Més-Compromís / Iniciativa del Poble Valencià - Chunta Aragonesista - Més per Mallorca / Més per Menorca - Drago Canarias - Independiente | | | | | | | | | |

### Senado
Sumar presentó candidaturas en solitario a todas las circunscripciones electorales excepto la circunscripción de Ibiza y Formentera. En el caso de las islas Pitiusas, Sumar, PSOE, Esquerra Unida y Ahora Ibiza alcanzaron un acuerdo para presentar una candidatura conjunta para el Senado.

## Resultados electorales
| Comicios | Cabeza de lista | N.º de votos | % de votos       | Diputados | Senadores | Posición | +/– | Notas |
| -------- | --------------- | ------------ | ---------------- | --------- | --------- | -------- | --- | --- |
| 2023     | Yolanda Díaz    | 3 044 996    | \| \| 12,33 % \| | 31/350    | 1/208     | 4.º      | 7   | Se presentó en conjunto con el PSOE y EUIB en la Circunscripción electoral de Ibiza-Formentera para el senado dentro del PPE. |
|          | 12,33 %         |              |                  |           |           |          |     | |

## Cargos electos

### Diputados en el Congreso por partido
A continuación, se muestra una tabla reflejando los Diputados electos por la coalición Sumar, así como aquellos que a lo largo de la legislatura perdieron tal condición, con referencia al partido o federación de cada uno de ellos. Además, se subrayan en gris aquellos partidos o federaciones que a lo largo de la legislatura abandonaron el grupo parlamentario Plurinacional Sumar para incorporarse al grupo mixto.
| Total        | Partido o federación | Partido o federación          | Composición             | Composición                    | Diputados | Diputados        |
| Total        | Partido o federación | Partido o federación          | Respecto a la coalición | Respecto al total del Congreso | En activo | Causaron baja    |
| ------------ | -------------------- | ----------------------------- | ----------------------- | ------------------------------ | --- | ---------------- |
| Sumar 31/350 |                      | Movimiento Sumar              | 10/31                   | 10/350                         | Yolanda Díaz, Agustín Santos, Carlos Martín, Rafael Cofiño, Manuel Lago, Verónica Martínez, Lander Martínez, Esther Gil, Txema Guijarro y Francisco Sierra | Marta Lois       |
| Sumar 31/350 |                      | Catalunya en Comú             | 6/31                    | 6/350                          | Aina Vidal, Gerardo Pisarello, Gala Pin, Eloi Badia, Júlia Boada y Candela López                                                                           | n/a              |
| Sumar 31/350 |                      | Izquierda Unida               | 5/31                    | 5/350                          | Toni Valero, Engracia Rivera, Enrique Santiago, Nahuel González y Félix Alonso                                                                             | n/a              |
| Sumar 31/350 |                      | Podemos                       | 4/31                    | 4/350                          | Ione Belarra, Javier Sánchez Serna, Noemí Santana y Martina Velarde                                                                                        | Lilith Vestrynge |
| Sumar 31/350 |                      | Más Madrid                    | 2/31                    | 2/350                          | Tesh Sidi y Alda Recas | Íñigo Errejón    |
| Sumar 31/350 |                      | Més-Compromís                 | 1/31                    | 1/350                          | Àgueda Micó | n/a              |
| Sumar 31/350 |                      | Iniciativa del Poble Valencià | 1/31                    | 1/350                          | Alberto Ibáñez Mezquita | n/a              |
| Sumar 31/350 |                      | Chunta Aragonesista           | 1/31                    | 1/350                          | Jorge Pueyo | n/a              |
| Sumar 31/350 |                      | Més per Mallorca              | 1/31                    | 1/350                          | Vicenç Vidal | n/a              |

### Sumar en el Gobierno de España
El 20 de noviembre de 2023 Pedro Sánchez anuncia a los 22 miembros del Consejo de Ministros de su Tercer Gobierno. Cinco ministerios fueron otorgados a Sumar, los cuales a su vez fueron repartidos entre figuras políticas de los distintos partidos que conforman la coalición. En total los ministerios de Sumar tienen 7 secretarías de estado. Paralelamente, Yolanda Díaz ocupa la vicepresidencia segunda del Gobierno.
| Sumar en el Gobierno de España                                                           | Sumar en el Gobierno de España                                                           | Sumar en el Gobierno de España                                                           | Sumar en el Gobierno de España                                                           | Sumar en el Gobierno de España                                                           | Sumar en el Gobierno de España                                                           |
| Vicepresidencias del Gobierno, miembros del Consejo de Ministros y secretarías de Estado | Vicepresidencias del Gobierno, miembros del Consejo de Ministros y secretarías de Estado | Vicepresidencias del Gobierno, miembros del Consejo de Ministros y secretarías de Estado | Vicepresidencias del Gobierno, miembros del Consejo de Ministros y secretarías de Estado | Vicepresidencias del Gobierno, miembros del Consejo de Ministros y secretarías de Estado | Vicepresidencias del Gobierno, miembros del Consejo de Ministros y secretarías de Estado |
| Partido o federación                                                                     | Partido o federación                                                                     | Ministro                                                                                 | Ministerio                                                                               | Secretarías de Estado                                                                    | Secretarios de Estado                                                                    |
| ---------------------------------------------------------------------------------------- | ---------------------------------------------------------------------------------------- | ---------------------------------------------------------------------------------------- | ---------------------------------------------------------------------------------------- | ---------------------------------------------------------------------------------------- | ---------------------------------------------------------------------------------------- |
|                                                                                          | Movimiento Sumar                                                                         | Yolanda Díaz                                                                             | Vicepresidenta segunda del Gobierno                                                      | Secretarías de Estado                                                                    | Secretarios de Estado                                                                    |
| Trabajo y Economía Social                                                                | Movimiento Sumar                                                                         | Yolanda Díaz                                                                             | Trabajo                                                                                  | Joaquín Pérez Rey                                                                        |                                                                                          |
| Trabajo y Economía Social                                                                | Movimiento Sumar                                                                         | Yolanda Díaz                                                                             | Economía Social                                                                          | Amparo Merino Segovia                                                                    |                                                                                          |
| Pablo Bustinduy                                                                          | Movimiento Sumar                                                                         | Derechos Sociales, Consumo y Agenda 2030                                                 | Derechos Sociales y Agenda 2030                                                          | Rosa Martínez                                                                            |                                                                                          |
|                                                                                          | Izquierda Unida                                                                          | Sira Rego                                                                                | Juventud e Infancia                                                                      | Juventud e Infancia                                                                      | Rubén Pérez Correa                                                                       |
|                                                                                          | Catalunya en Comú                                                                        | Ernest Urtasun                                                                           | Cultura                                                                                  | Cultura                                                                                  | Jordi Martí Grau                                                                         |
|                                                                                          | Más Madrid                                                                               | Mónica García                                                                            | Sanidad                                                                                  | Sanidad                                                                                  | Javier Padilla                                                                           |